# Ідрісса Сілла
Ідрісса́ Сілла́ (фр. Idrissa Sylla, нар. 3 грудня 1990, Конакрі) — гвінейський футболіст, нападник клубу «Квінз Парк Рейнджерс» і національної збірної Гвінеї.

## Клубна кар'єра
З 2008 року займався футболом у Європі, був гравцем другої команди французького «Ле-Мана». Сезон 2009/2010 провів в оренді в іншому французькому клубі, «Бастії», де актвно залучався до складу основної команди.
2011 року повернувся до «Ле-Мана», де також став стабільним гравцем основного складу головної команди і регулярно відзначався забитими голами.
У вересні 2013 року перебрався до Бельгії, де спочатку півтора сезону захищав кольори команди клубу «Зюлте-Варегем», а в лютому 2015 перейшов до «Андерлехта», який сплатив за цей трансфер 1,5 мільйона євро.

## Виступи за збірну
2008 року дебютував в офіційних матчах у складі національної збірної Гвінеї.
У складі збірної був учасником Кубка африканських націй 2015 року в Екваторіальній Гвінеї, де гвінейці дійшли до стадії чвертьфіналів
Наразі провів у формі головної команди країни 22 матчі, забивши 5 голів.

## Титули і досягнення
- Срібний призер Всеафриканських ігор: 2007